# Bimal Chandra
Bimal Kumar Chandra (19 novembre 1927 – 17 febbraio 1998) è stato un nuotatore indiano, che ha partecipato alle Olimpiadi di Londra 1948.
Ai I Giochi asiatici, ha partecipato come nuotatore, vincendo 1 bronzo nei 400m sl e nella Staffetta 4x100 sl.